# Parc national du Morne Seychellois
Le parc national du Morne Seychellois est un parc national des Seychelles situé sur l'île de Mahé. Créé en 1979 autour du périmètre du Morne Seychellois, il recouvre 3 045 hectares.

## Géographie
Le Morne Seychellois (906 m) et le Morne Blanc (667 m), sont les deux sommets principaux du parc. Plus grand parc national du pays, couvrant plus de 20% de la superficie de Mahé, le parc du Morne Seychellois n'est traversé que par une seule voie goudronnée, la route sans soucis. Il dispose de nombreux sentiers de randonnée.

## Faune et flore
Phalangacris alluaudi est une espèce de grillon, endémique de Mahé, déclarée éteinte depuis 1909, et redécouverte dans le parc en 2014.

## Galerie de photographies

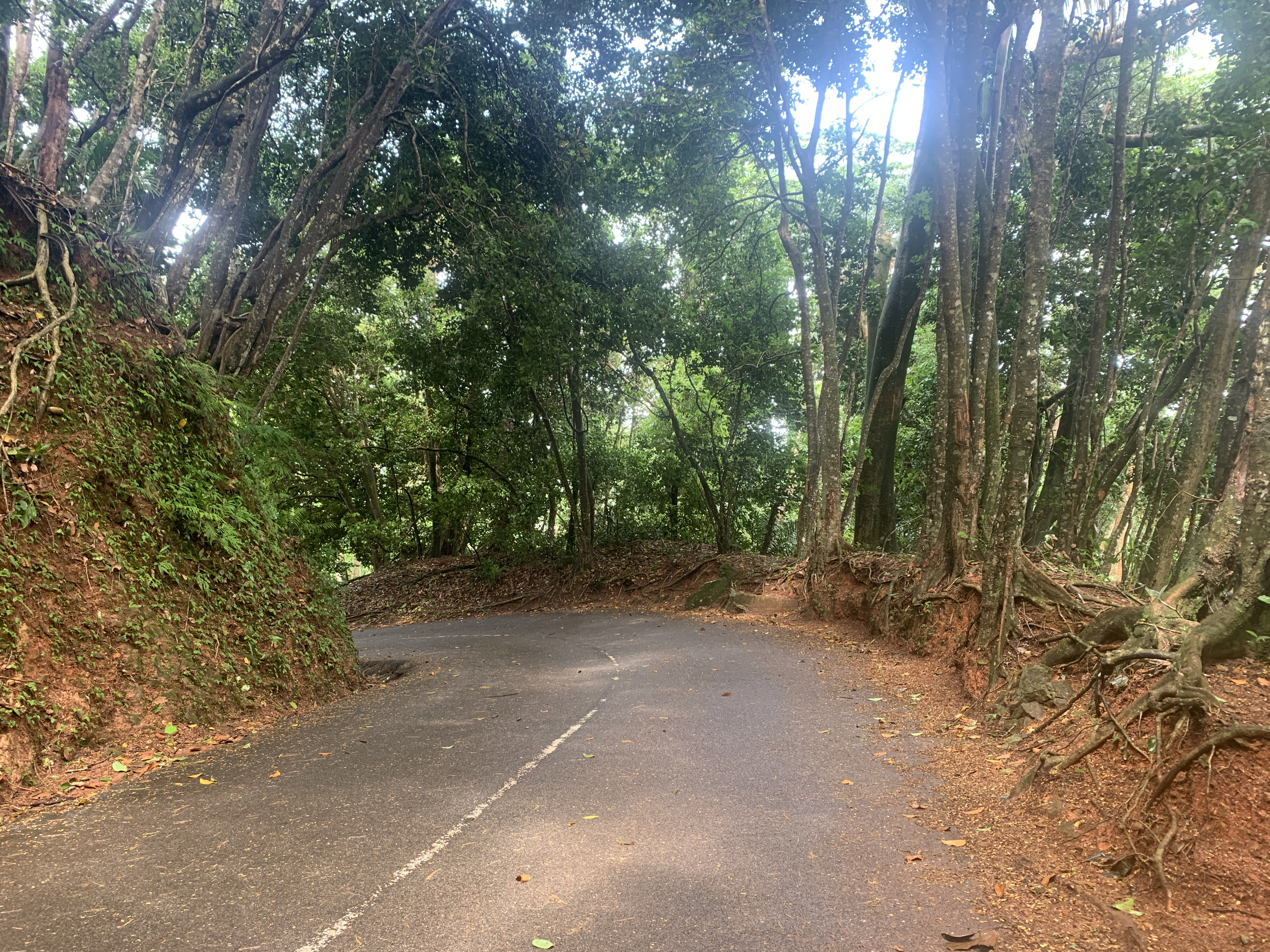
Route dans le parc.
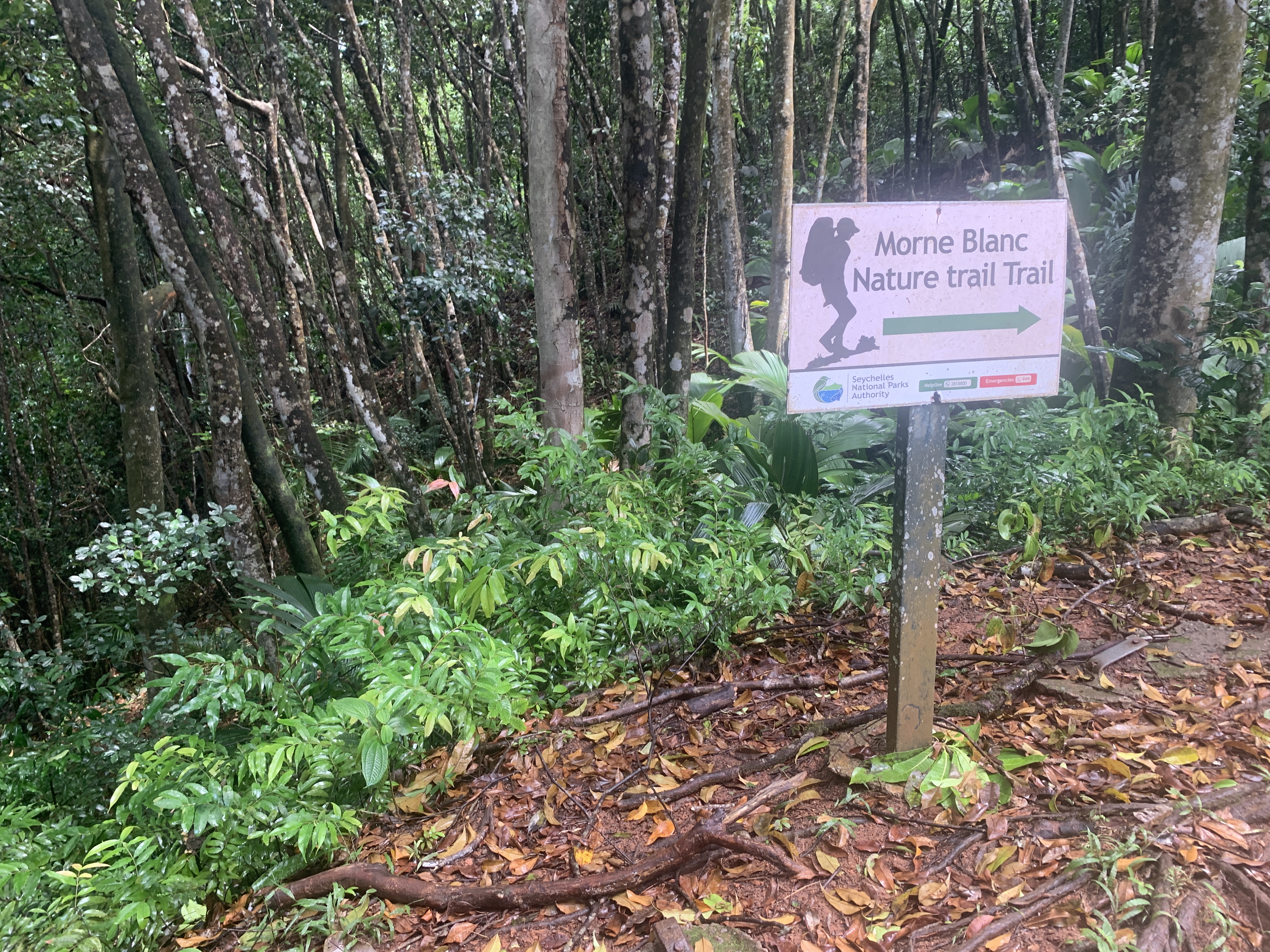
Balisage du trail du Morne Blanc.
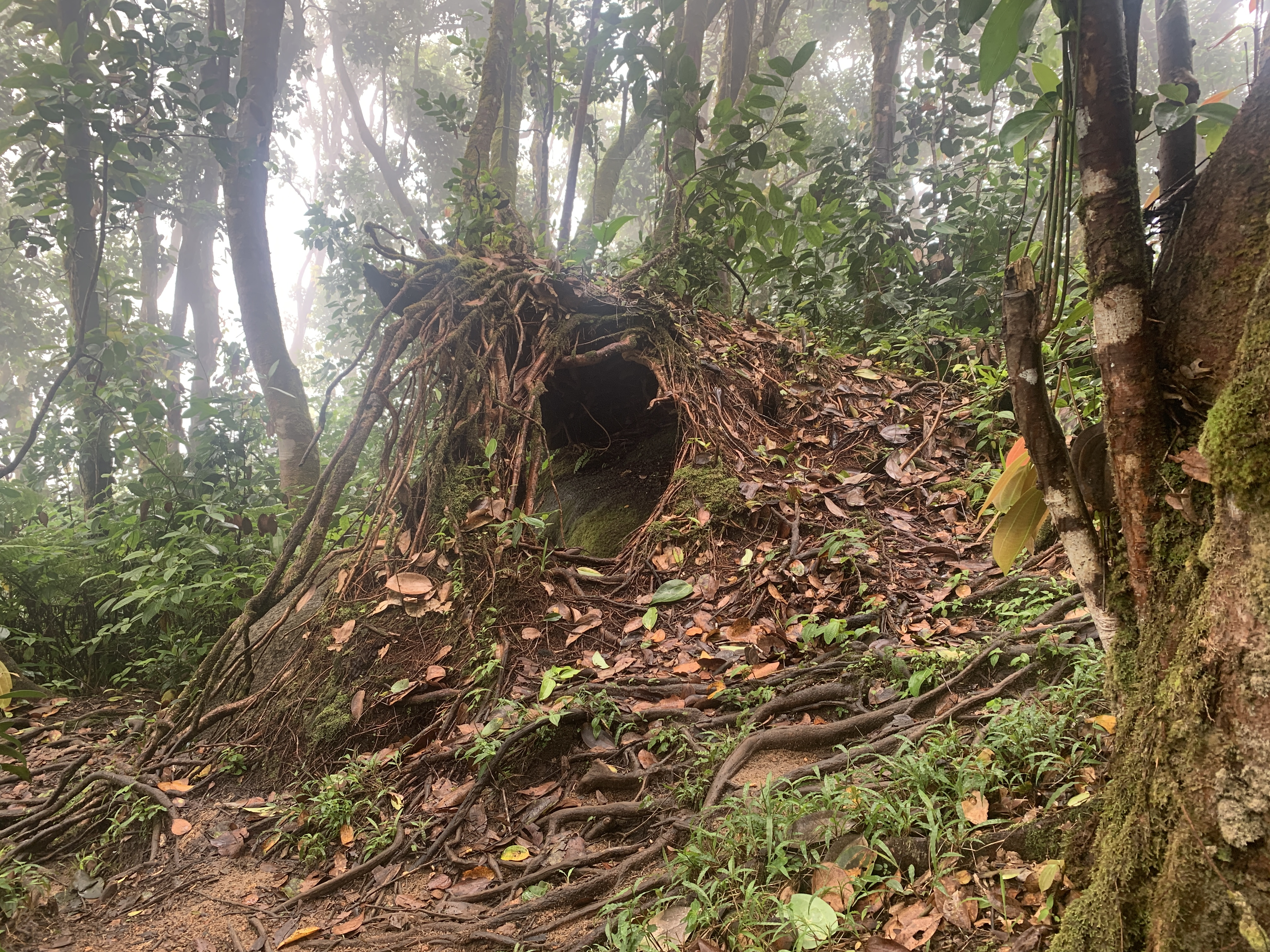
Abri au sein du parc.
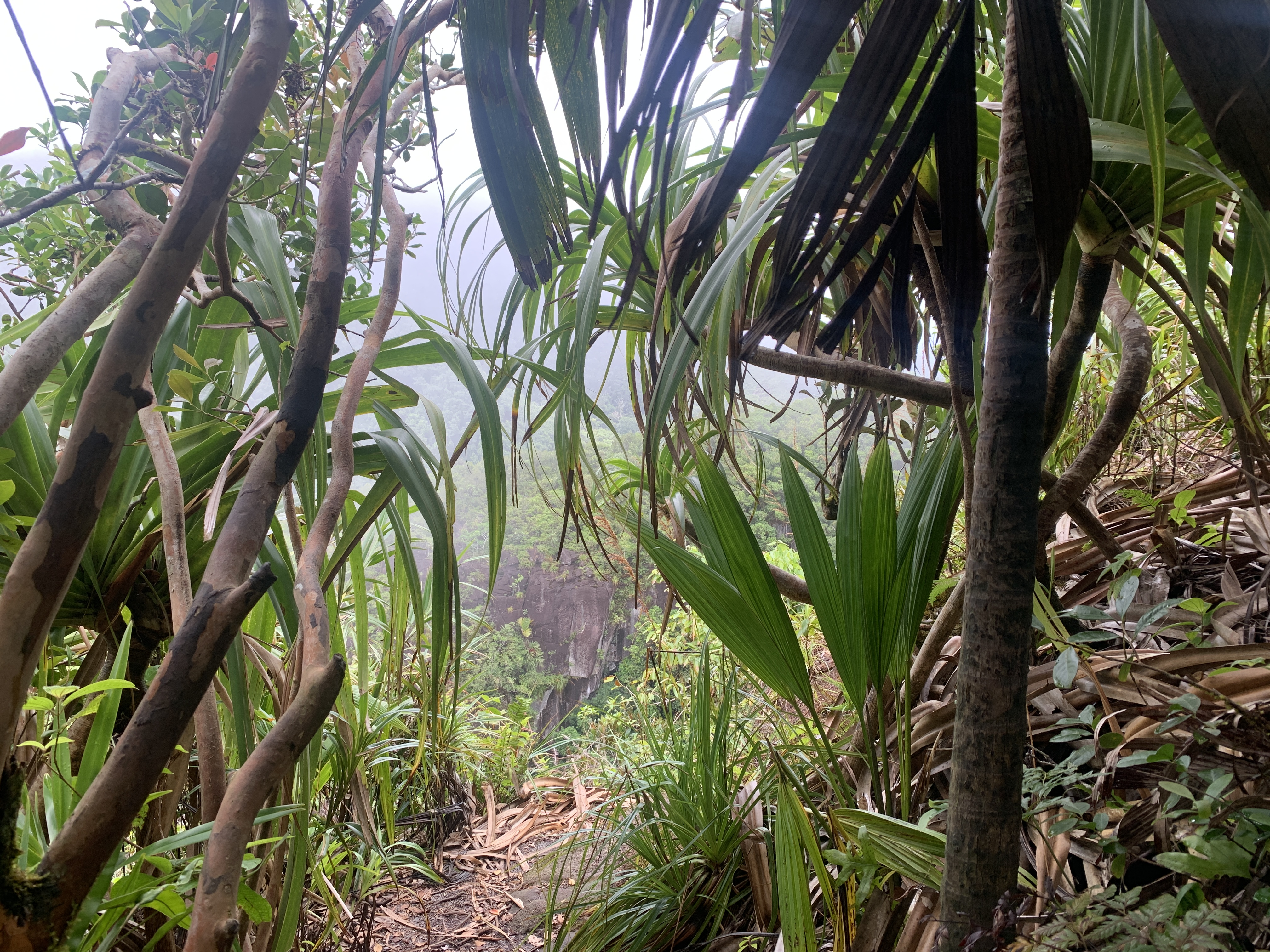
Les hauteurs du parc.
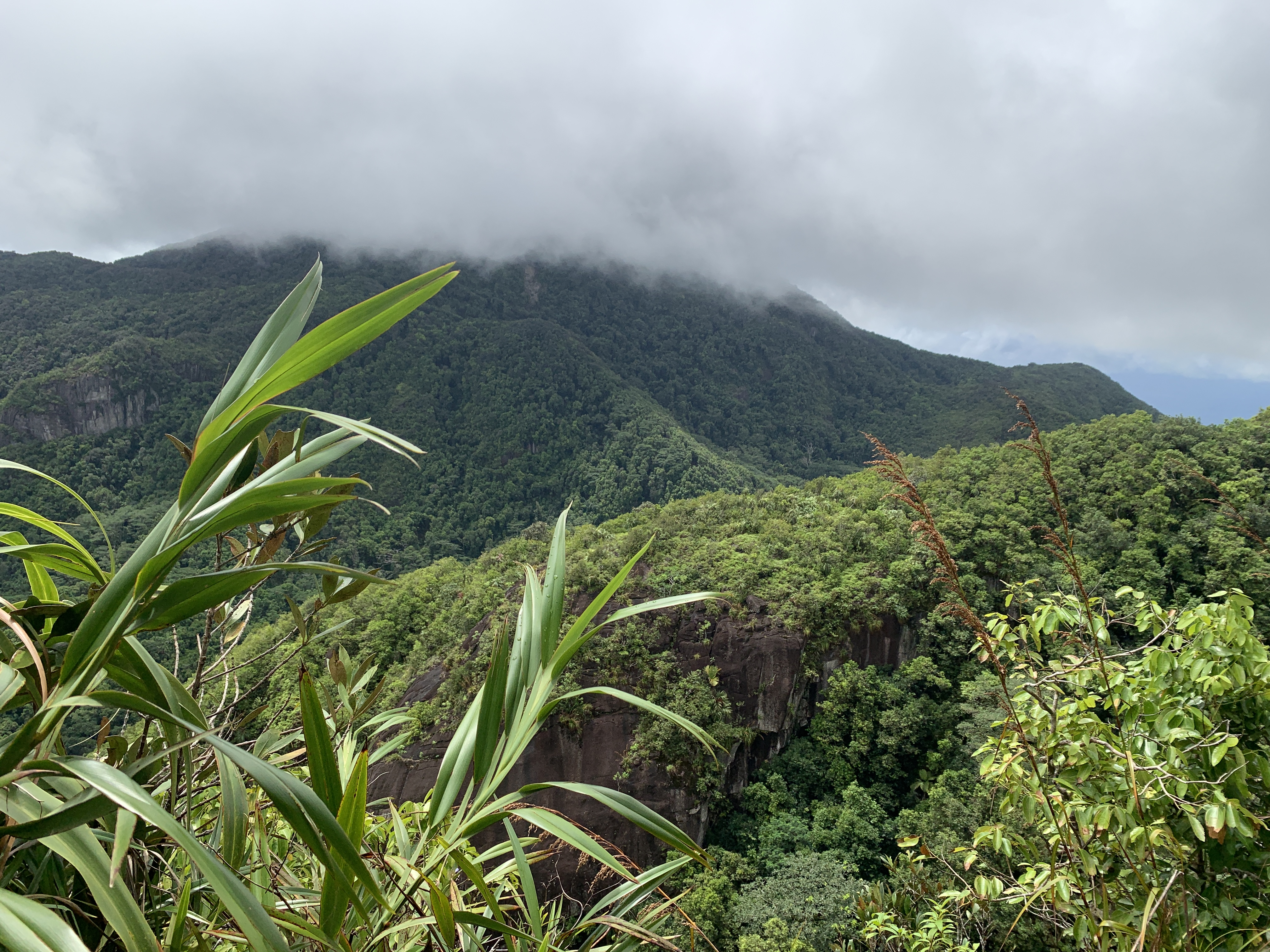
Les hauteurs du parc.
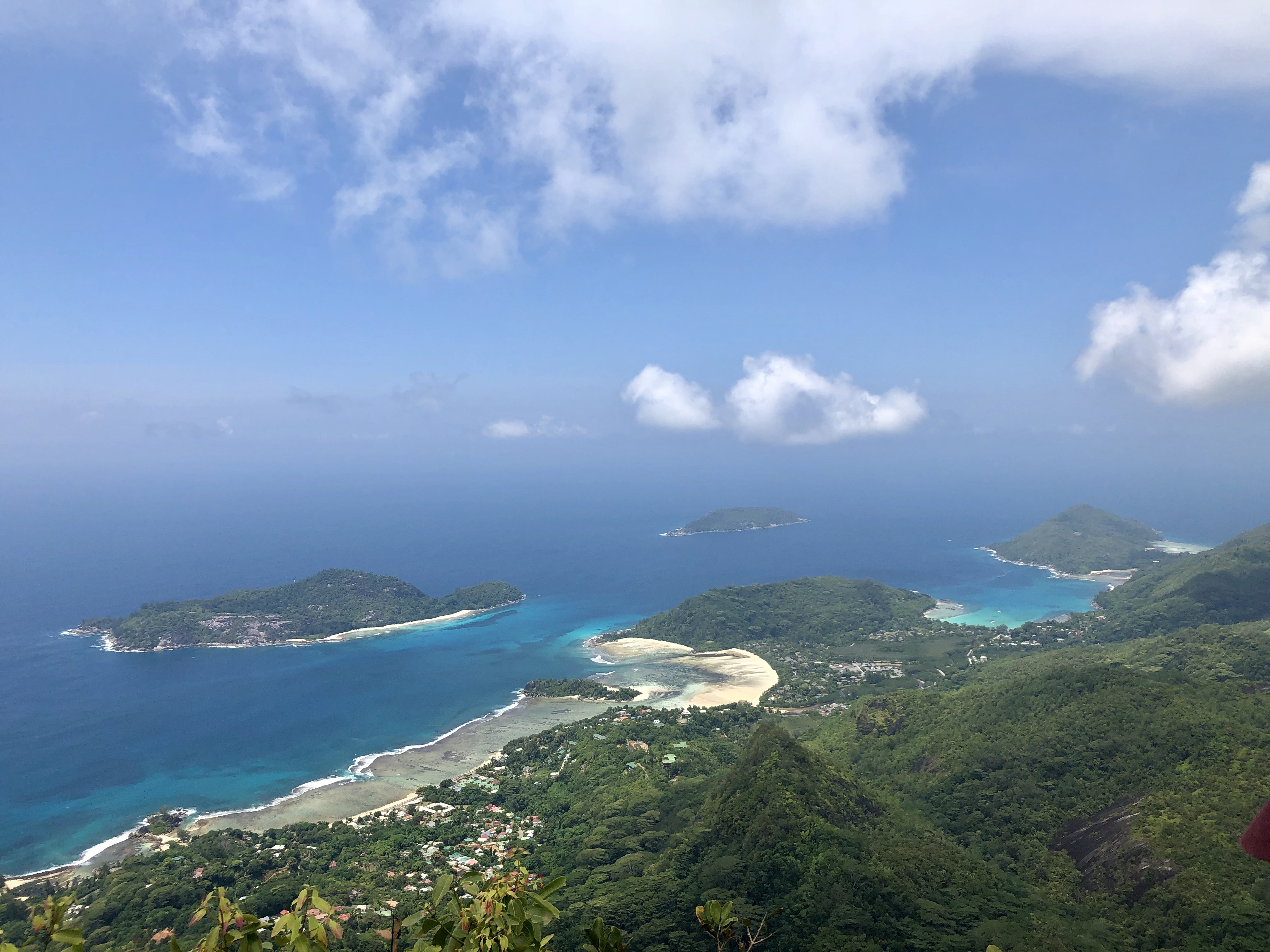
Vue depuis le sommet du Morne Blanc.